# Streeterville

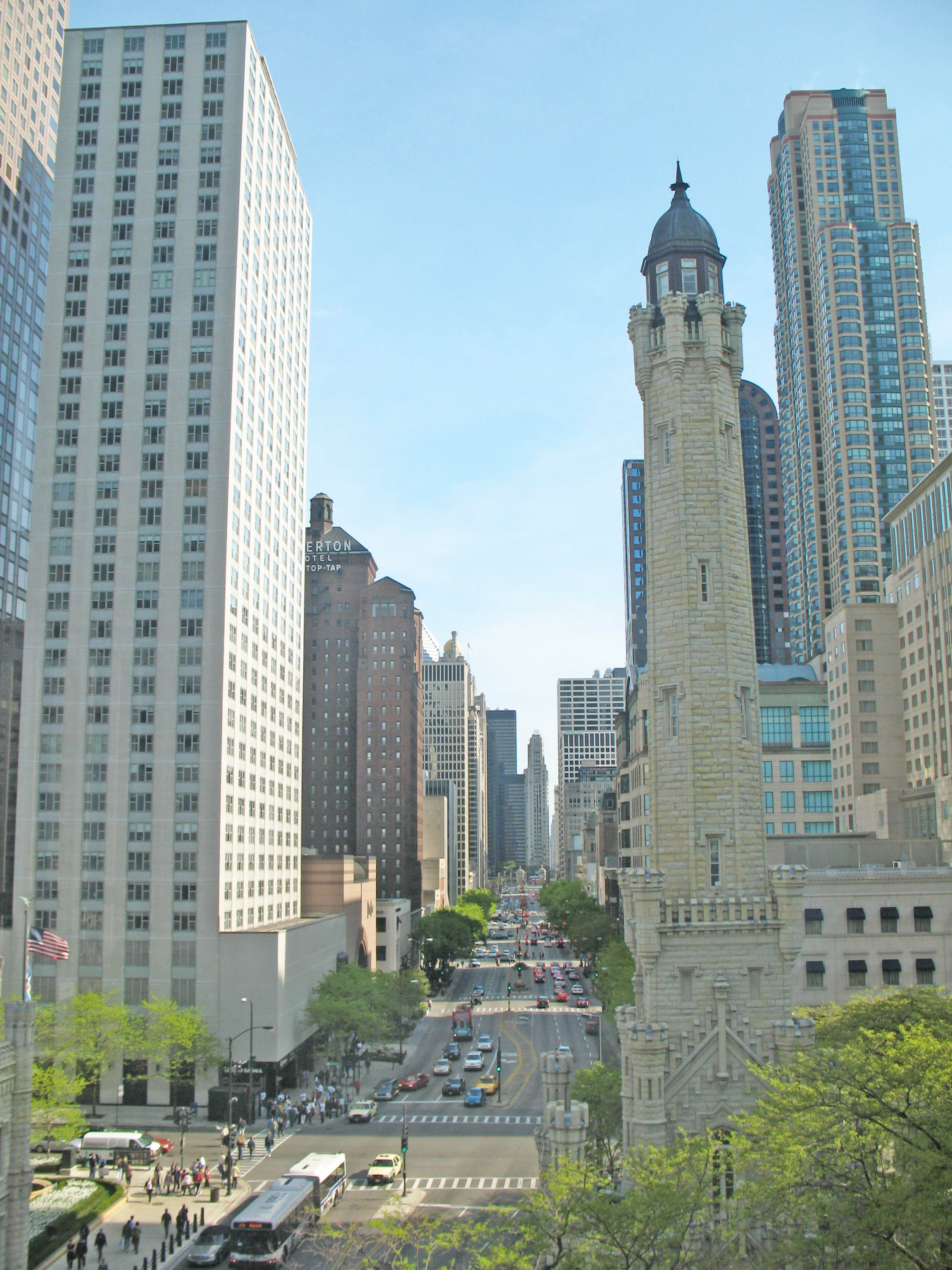
Il Magnifico Miglio è generalmente considerato il confine occidentale

Streeterville è un quartier dell'area di comunità Near North Side di Chicago, negli Stati Uniti a nor del fiume Chicago. 
È circondato dal fiume a Sud, dalla porzione di Magnificent Mile della Michigan Avenue a ovest, e dal Lago Michigan a nord e a est, come attestano la maggior parte delle fonti, anche se la città di Chicago riconosca solo una parte più piccola di questa regione come Streeterville . Pertanto, può essere descritto come il Magnificent Mile più tutta la terra ad est di esso.  L'attrazione turistica del Navy Pier si protende nel lago dall'area meridionale di Streeterville.  La maggior parte della terra in questo quartiere è stata bonificata.